# Dpi

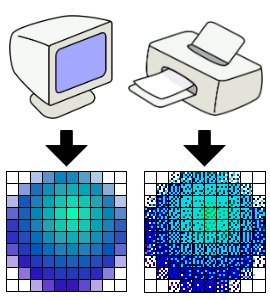
Ahhoz, hogy a számítógép kijelzőjén 10 × 10 pixelből (képelemből) álló képet nyomtatóval kellő hűséggel reprodukáljunk, 10 × 10-nél sokkal több nyomtatási pontra van szükség, mivel a nyomtató csak négyféle festékszínt használ. A gömb kék színét pl. cián, magenta és fekete festékekből állítja elő a nyomtató

A DPI (dots per inch, pont per hüvelyk) és a vele rokon PPI (pixels per inch, képelem per hüvelyk) a nyomtatók és kijelzők pont-, illetve pixelsűrűségének jellemzésére szolgáló mértékegységek: az egy hüvelykre (azaz 25,4 mm-re) eső képpontok, illetve képelemek (pixelek) számát adja meg. Egy 25 DPI-s pontsűrűség tehát hozzávetőlegesen 1 mm × 1 mm-es képpontokat jelent. Gyakorta használják bitképek, grafikus megjelenítőeszközök, nyomtatók, lapolvasók pont-, illetve pixelsűrűségének jellemzésére. Monitoron elterjedt a 72 DPI használata, nyomtatásnál a 300 feletti DPI jelenti a fotó minőséget. Gyakran keverik a felbontással, mely a kép összes pixelének meghatározására való.